# Rheta Childe Dorr
Rheta Louise Childe Dorr (Omaha, Nebraska, 1868 – Bucks County, Pennsylvania, 1948) fou periodista, editora de diaris, escriptora i activista sufragista feminista estatunidenca. Dorr fou una de les principals dones muckraker periodistes de l'era progressista, i la primera editora de l'influent diari The Suffragist.

## Biografia
Rheta Louise Child nasqué el 2 de novembre del 1866 a Omaha, Nebraska. Era la segona filla d'una família de quatre filles i dos fills de Lucie Mitchell i Edward Payson Child, un farmacèutic de Nova York. Una nit, quan només tenia 12 anys, Child i sa germana s'escaparen de la casa familiar per a escoltar Susan B. Anthony i Elizabeth Cady Stanton parlar sobre el sufragi femení. Dorr, de llavors ençà, es comprometé amb la idea de votar com un dret fonamental fins i tot en aquesta edat primerenca.
Child estudià durant dos anys en la Universitat de Nebraska abans de traslladar-se al 1890 a Nova York, on treballà com a periodista. Hi va conéixer John Pixley Dorr, un empresari conservador de Seattle. La parella es casà al 1892 i es va mudar a Seattle. Dorr continuà treballant com a periodista, entrevistant miners de l'or que tornaven d'Alaska, escrivint articles per a diaris de Nova York com a autònoma. El conflicte amb el seu marit tradicionalista augmentà i al 1898 se separaren. Rheta tornà a l'est amb el seu fill de dos anys, on es va veure obligada a obrir-se camí com a mare soltera.

### Anys delNova York Evening Post
El 1902, comença a treballar al Nova York Evening Post, i hi escrigué articles de recerca i material sobre temes feministes.

Feu recerques especials com a treballadora en fàbriques, molins i grans magatzems per tal d'estudiar les condicions laborals de dones i menors. Dorr s'indignava pel tracte desigual que es donava a les dones en el lloc de treball. Al 1927 va recordar el seu treball en l'Evening Post: 
"Tot i ser dona, tenia la mateixa capacitat que un home per a guanyar-me la vida molt bé. Ho sabia perquè els meus serveis com a reportera i escriptora foren sol·licitats pel diari més distingit de Nova York en aquell moment. Era un senyal d'habilitat que et demanassen que formasses part del personal, una marca d'habilitat especial si eres dona, perquè en aquells dies molt poques dones podien aconseguir un treball en un diari de qualsevol lloc. Això no obstant, a causa del meu sexe vaig haver d'acceptar un sou a penes superior a la meitat del de qualsevol dels meus col·legues masculins. A més a més, se'm donà a entendre que mai podria esperar un augment. Les dones, m'explicà l'editor en cap, eren accidentals en la indústria. Foren tolerades perquè les hi necessitava temporalment, però algun dia es restabliria l'statu quo (el lloc de la dona és en la llar) i els treballs tornarien a qui pertanyien, als homes." 
Finalment fou nomenada "editora de dones" del diari, però aviat s'adonà que havia xocat amb el sostre de cristall de l'empresa. Quan li preguntà a l'editor en cap quin era el seu futur en el diari, li va dir que no en tenia cap fora del seu lloc actual, aparentment a causa de les seues opinions polítiques radicals, enfrontades a les que tradicionalment tenia el diari.

### Activisme polític

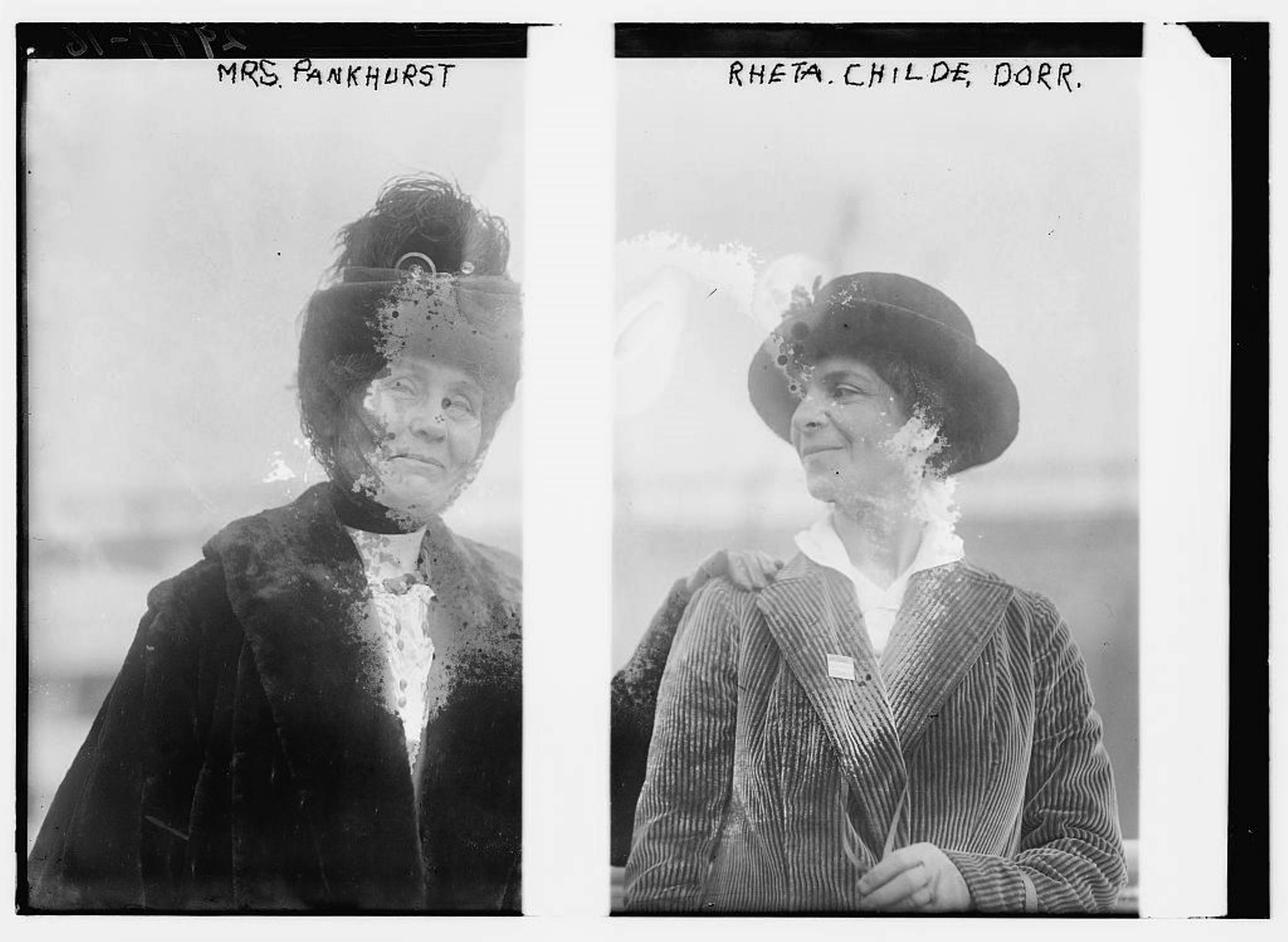
Dorr i Emmeline Pankhurst (entre 1910 i 1915)

Dorr deixà l'Evening Post en l'estiu del 1906 i viatjà per Europa, interessada encara més pel creixent moviment internacional pel dret al vot a les dones. Continuà amb aquesta activitat al seu retorn a Amèrica. Escrigué articles de recerca i vinyetes valentes sobre la penosa situació que enfronten les treballadores urbanes per al diari de reforma de curta durada, Hampton's Broadway Magazine. Gran part d'aquest periodisme s'edità en forma de llibre al 1910 com a What Eight Million Women Want, influent en la seua època.
Dorr fou durant un breu temps membre del Partit Socialista d'Amèrica i visqué en el Lower East Side de Nova York, on es comprometé amb la població immigrant de la ciutat i es feu molt conscient de la difícil situació econòmica de la classe treballadora. L'activitat política de Dorr incloïa piquets per als obrers en vaga en la indústria de la confecció i treballar amb la Lliga de Sindicats de Dones en nom de la legislació social, com el salari mínim, la jornada de vuit hores i el dret al vot de les dones. Els esforços polítics de Dorr foren fonamentals per a construir la coalició de reformadors socials que forçà la primera recerca important de l'Oficina de Treball dels Estats Units sobre les condicions que patien les treballadores.
El 1914 Dorr es va convertir en la primera editora de The Suffragist, òrgan oficial de la Unió del Congrés pel Sufragi Femení, el precursor del Partit Nacional de Dones.

### Corresponsal europea
Dorr abandonà el Partit Socialista per la seva oposició a l'entrada estatunidenca en la Primera Guerra Mundial i la seua opinió que l'organització afavoria la "tirania" d'una victòria alemanya en el conflicte. Això no obstant, conservà durant un temps la fe en la causa del socialisme, i només abandonà la seua lleialtat a aquesta idea a principis de la dècada del 1920, seguint les seues experiències en la Rússia revolucionària i a Txecoslovàquia.
També treballà com a corresponsal europea del Nova York Evening Mail, i col·laborà amb molts altres periòdics. A més, Dorr escrigué dos llibres d'èxit sobre la situació europea, inclòs un relat del derrocament del règim del tsar Nicolau II de Rússia, Inside the Russian Revolution, publicat al 1917, i The Soldier's Mother in France, publicat al 1918.
Dorr tornà a Washington, DC acabada la guerra, i planejava realitzar una gira pels Estats Units per a realitzar recerques per a una sèrie d'articles. Aquest pla, però, es va truncar quan, a la nit del 18 de novembre del 1919, Dorr fou atropellada per una motocicleta i hospitalitzada. L'accident acabà el període actiu de la vida de Dorr, deixant un impacte durador en la seua memòria i salut.
Des del 1920 Dorr fou membre activa del Partit Republicà; treballà en la campanya presidencial de Warren G. Harding i es convertí en membre del Women's National Republiquen Club. La seua política personal es feu cada vegada més conservadora en els darrers anys.
El 1922, Dorr ajudà a Anna Vyrubova a escriure les seues memòries, Els meus records de la cort russa. De llavors ençà, Dorr escrigué les seues pròpies memòries, Una dona de cinquanta, publicada al 1924. També escrigué una biografia de Susan B. Anthony, publicada al 1928, i completà la seua activitat al 1929 amb un tom sobre la qüestió de la llei seca.

### Mort i llegat
Dorr va tenir un fill, Julian Childe Dorr, que fou cònsol dels Estats Units a Mèxic durant la presidència d'Herbert Hoover. Va morir a Ciutat de Mèxic el 2 de setembre del 1936.
Dorr va morir a New Britain, Pennsilvània, el 8 d'agost del 1948, tenia 81 anys.

## Obres
- Els Thlinkets del sud-est d'Alaska. Amb Frances Knapp. Chicago: Stone i Kimball, 1896.
- Irrompent en l'ètnia humana. Nova York: Associació Nacional Estatunidenca del Sufragi de la Dona, [c. 1910].
- El que volen vuit milions de dones. Boston: Petit, Maynard & Co., 1910.
- "Les dones ho van fer a Colorado: com les dones de Colorado van aprendre a votar i les reformes que han treballat amb les seues butlletes", Revista de Hampton, 1911.
- Dins de la Revolució Russa. Nova York: Macmillan, 1917.
- La mare del soldat a França. Indianapolis, Bobbs-Merrill Co., 1918.
- Una dona de cinquanta anys. Nova York: Funk & Wagnalls, 1924.
- "Un convertit del socialisme", North American Review, vol. 224, sencer núm. 837 (novembre de 1927), pàgs. 498–504. En JSTOR .
- "L'home que va posar a Virgínia cent anys per davant: una entrevista amb el governador Byrd", McClure's, vol. 60, no. 2 (febrer de 1928).
- Susan B. Anthony: La dona que va canviar la mentalitat d'una nació. Nova York: Frederick A. Stokes Co., 1928.
- Beguda: coerció o control?, Nova York: Frederick A. Stokes Co., 1929.